# Stenhomalus baibarensis
Stenhomalus baibarensis är en skalbaggsart som beskrevs av Masaki Matsushita 1933. Stenhomalus baibarensis ingår i släktet Stenhomalus och familjen långhorningar.
Artens utbredningsområde är Taiwan. Inga underarter finns listade i Catalogue of Life.